# Бреннер, Анита
Анита Бреннер (англ. Anita Brenner, урождённая Ханна Бреннер, Hanna Brenner; 13 августа 1905, Агуаскальентес, Мексика — 1 декабря 1974, Охуэлос-де-Халиско, штат Халиско, Мексика) — мексиканско-американская журналистка, антрополог, искусствовед, историк, переводчица

, прозаик, культуртрегер.

## Биография
Родилась в еврейской семье, эмигрировавшей из Латвии в США, а затем переехавшей в Мексику. После начала Мексиканской революции семейство землевладельцев Бреннеров бежало из страны в Соединённые Штаты.
В возрасте 18 лет Анита бросила колледж и вернулась в Мексику, чтобы изучать местную культуру. Она была убеждена, что искусству предстоит сыграть главную роль в самоопределении новой Мексики. Движимая этой уверенностью, она подружилась с либеральными американскими журналистами и писателями из круга Джона Дос Пассоса. Её первые журналистские работы в журнале The Nation и в Еврейском телеграфном агентстве были написаны специально, чтобы создать позитивный образ Мексики как безопасной гавани для евреев.
Начиная с этих статей и до конца жизни она занималась популяризацией мексиканской культуры среди американской публики. В 1925 году Анита вновь переехала в Нью-Йорк и опубликовала на английском языке свою самую известную книгу «Идолы за алтарями» — многогранную картину индейских традиций и современного искусства Мексики. Книга, в которой творчество Диего Риверы и Хосе Ороско было представлено как продолжение мексиканской народной культуры, сразу стала популярной.
Окончила Колумбийский университет, где в 1929 году защитила докторскую диссертацию по антропологии. Позже получила стипендию Гуггенхайма.
Вращаясь в либеральных кругах, в качестве журналиста The New York Times активно защищала республиканцев, попавших в плен в ходе Гражданской войны в Испании. Будучи попутчицей коммунистической партии, одновременно выступала с неприятием сталинизма.
Писала для троцкистских изданий под псевдонимом Жан Мендес (Jean Mendez). В 1933 году брала интервью у Троцкого для The Nation, а через несколько лет, когда тот отправился в Норвегию, она связалась с Диего Риверой и сообщила ему, что отъезд Троцкого из Европы — это вопрос жизни и смерти. Ривера, в свою очередь, заступился за Троцкого перед президентом Мексики Ласаро Карденасом, и тот предоставил ему убежище. Анита вместе с известным философом Джоном Дьюи помогала организовать бегство Троцкого в Мексику.
В 1955 году учредила журнал «Mexico / This Month» («Мексика / В этом месяце»).
Анита Бреннер — автор более 400 статей для разных изданий и десятка книг, в том числе «Ветер, пронёсшийся над Мексикой» — первого рассказа о Мексиканской революции на английском языке. Писала о художниках, таких как Сикейрос, Хосе Ороско, Диего Ривера, Франсиско Гойтия, Жан Шарло и многих других, большинство из которых были ей лично знакомы. Написала ряд книг для детей и юношества.
Несмотря на большую роль, которую всю жизнь играла Анита в налаживании отношений между Мексикой и США, у себя на родине она всегда была чужой. Когда правительство Мексики наградило её орденом Ацтекского орла — высшей наградой, которой награждались иностранные граждане, Бреннер отказалась принять награду, заявив, что родилась в Мексике.
Погибла в автомобильной аварии в 1974 году.

## Личная жизнь
В 1930 году вышла замуж за Дэвида Гласкера. Они развелись в 1951 году. В браке родилось двое детей: Сюзанна Джоэл Гласкер (1939–2013) и Питер Гласкер (1936–2020).

## Избранные произведения
- Idols Behind Altars: Modern Mexican Art and Its Cultural Roots. Payson & Clarke, New York 1929. Neuausgabe: Dover Publications, Mineola 2002, ISBN 978-0-486-42303-6.
- Your Mexican Holiday. G. P. Putnam, New York 1931.
- The Influence of Technique on the Decorative Style in the Domestic Pottery of Culhuacan. Columbia University Press, New York 1934.
- The Wind that Swept Mexico: The History of the Mexican Revolution 1910—1942. Harpers, New York 1943. Neuausgabe: University of Texas Press, Austin 1984, ISBN 978-0-292-79024-7.
- The boy who could do anything, & other Mexican folk tales (1942) (ISBN 978-0-208-02353-7)
- The Wind that Swept Mexico; the History of the Mexican revolution, 1910—1942 (1943) (ISBN 978-0-292-79024-7)
- A hero by mistake (1953) (ISBN 978-0-201-09223-3) (в соавт.)
- Dumb Juan & the bandits (1957)